# شوجر لاند
شوجر لاند (بالإنجليزية: Sugar Land, Texas)‏ هي مدينة تقع بولاية تكساس في شمال شرق الولايات المتحدة. تبلغ مساحة هذه المدينة 64.5 (كم²)، وترتفع عن سطح البحر م، بلغ عدد سكانها 84511 نسمة في عام 2012 حسب إحصاء مكتب تعداد الولايات المتحدة وتصل الكثافة السكانية فيها 1015.1 نسمة/كم2.

## التركيبة السكانية
حدّد مكتب تعداد الولايات المتحدة بيانات التركيبة السكانية لشوجر لاند في تعداد الولايات المتحدة. في ما يلي، التركيبة السكانية حسب تعدادي 2000 و2010.

### تعداد عام 2000
بلغ عدد سكان شوجر لاند 63,328 نسمة بحسب تعداد عام 2000، وبلغ عدد الأسر 20,515 أسرة وعدد العائلات 17,524 عائلة مقيمة في المدينة. في حين سجلت الكثافة السكانية 569.9 نسمة لكل كيلومتر مربع (1,476.0/ميل2). وبلغ عدد الوحدات السكنية 21,090 وحدة بمتوسط كثافة قدره 189.8 لكل كيلومتر مربع (491.6/ميل2).
وتوزع التركيب العرقي للمدينة بنسبة 66% من البيض و5.20% من الأمريكيين الأفارقة و0.24% من الأمريكيين الأصليين و23.80% من الأمريكيين ذوي الأصول الآسيوية و0.03% من سكان جزر المحيط الهادئ و2.32% من الأعراق الأخرى و2.41% من عرقين مختلطين أو أكثر و7.98% من الهسبانيون أو اللاتينيون من أي عرق.
بلغ عدد الأسر 20,515 أسرة كانت نسبة 53.1% منها لديها أطفال تحت سن الثامنة عشر تعيش معهم، وبلغت نسبة الأزواج القاطنين مع بعضهم البعض 74.5% من أصل المجموع الكلي للأسر، ونسبة 8.4% من الأسر كان لديها معيلات من الإناث دون وجود شريك،  بينما كانت نسبة 2.5% من الأسر لديها معيلون من الذكور دون وجود شريكة وكانت نسبة 14.6% من غير العائلات. تألفت نسبة 12.6% من أصل جميع الأسر من عدة أفراد يعيشون في نفس المنزل ونسبة 2.9% كانت تتألف من شخص يعيش بمفرده يبلغ من العمر 65 عاماً أو أكثر. وبلغ متوسط حجم الأسرة المعيشية 3.06، أما متوسط حجم العائلات فبلغ 3.36.
بلغ العمر الوسطي للسكان 37.4 عاماً. وكانت نسبة 31.2% من القاطنين تحت سن الثامنة عشر، وكانت نسبة 6.2% بين الثامنة عشر والرابعة والعشرين عاماً، ونسبة 28.7% كانت واقعةً في الفئة العمرية ما بين الخامسة والعشرين والرابعة والأربعين عاماً، ونسبة 27.1% كانت ما بين الخامسة والأربعين والرابعة والستين، ونسبة 6% كانت ضمن فئة الخامسة والستين عاماً فما فوق. يوجد لكل 100 أنثى 96.5 ذكر، ويوجد لكل 100 أنثى في الثامنة عشر من عمرها فما فوق 92.5 ذكر.
بلغ متوسط دخل الأسرة في المدينة 81,767 دولارًا، أما متوسط دخل العائلة فبلغ 88,639 دولارًا. وكان متوسط دخل الذكور 63,834 دولارًا مقابل 37,498 دولارًا للإناث. وسجل دخل الفرد الخاص بالمدينة 33,506 دولارًا. وكانت نسبة 3.2% من العائلات ونسبة 3.8% من السكان تحت خط الفقر، وكان من هؤلاء نسبة 3.5% تحت سن الثامنة عشر ونسبة 8.9% في الخامسة والستين من العمر وما فوق.

### تعداد عام 2010
بلغ عدد سكان شوجر لاند 78,817 نسمة بحسب تعداد عام 2010، وبلغ عدد الأسر 26,709 أسرة وعدد العائلات 21,882 عائلة مقيمة في المدينة. في حين سجلت الكثافة السكانية 709.3 نسمة لكل كيلومتر مربع (1,837.1/ميل2). وبلغ عدد الوحدات السكنية 27,727 وحدة بمتوسط كثافة قدره 249.5 لكل كيلومتر مربع (646.2/ميل2).
وتوزع التركيب العرقي للمدينة بنسبة 51.96% من البيض و7.43% من الأمريكيين الأفارقة و0.22% من الأمريكيين الأصليين و35.27% من الأمريكيين ذوي الأصول الآسيوية و0.04% من سكان جزر المحيط الهادئ و2.26% من الأعراق الأخرى و2.83% من عرقين مختلطين أو أكثر و10.56% من الهسبانيون أو اللاتينيون من أي عرق.
بلغ عدد الأسر 26,709 أسرة كانت نسبة 40.7% منها لديها أطفال تحت سن الثامنة عشر تعيش معهم، وبلغت نسبة الأزواج القاطنين مع بعضهم البعض 70% من أصل المجموع الكلي للأسر، ونسبة 8.6% من الأسر كان لديها معيلات من الإناث دون وجود شريك،  بينما كانت نسبة 3.3% من الأسر لديها معيلون من الذكور دون وجود شريكة وكانت نسبة 18.1% من غير العائلات. تألفت نسبة 15.6% من أصل جميع الأسر من عدة أفراد يعيشون في نفس المنزل ونسبة 5.3% كانت تتألف من شخص يعيش بمفرده يبلغ من العمر 65 عاماً أو أكثر. وبلغ متوسط حجم الأسرة المعيشية 2.90، أما متوسط حجم العائلات فبلغ 3.25.
بلغ العمر الوسطي للسكان 41.2 عاماً. وكانت نسبة 24.6% من القاطنين تحت سن الثامنة عشر، وكانت نسبة 7.5% بين الثامنة عشر والرابعة والعشرين عاماً، ونسبة 23.5% كانت واقعةً في الفئة العمرية ما بين الخامسة والعشرين والرابعة والأربعين عاماً، ونسبة 34% كانت ما بين الخامسة والأربعين والرابعة والستين، ونسبة 10.4% كانت ضمن فئة الخامسة والستين عاماً فما فوق. وتوزع التركيب الجنسي للسكان بنسبة 49.6% ذكور و50.4% إناث.

## أعلام
- بريتني كاربوسكي
- جيري هيوز
- هوغن وارتون
- كيفن ماثيوز
- جاي كليفورد باكستر
- دانييلا غوزمان
- جيسي ساندرز
- راي باترسون

## وصلات خارجية
- sugarlandtx.gov
- The US50 - Cities and Towns in Texas State